# Pat Martino
Pat Martino, geboren als Pat Azzara (Philadelphia (Pennsylvania), 25 augustus 1944 – aldaar, 1 november 2021), was een Italiaans-Amerikaans jazzgitarist.

## Biografie
Martino leerde op jonge leeftijd gitaarspelen en kreeg les van Dennis Sandole, die tevens leraar was van John Coltrane. Toen Martino vijftien werd, was hij een professioneel speler. In die periode werkte hij samen met jazzorganisten als Jack McDuff, Charles Earland, Trudy Pitts, Jimmy Smith, Don Patterson en Richard Groove Holmes. In de jaren 60 en 70 maakte Martino een aantal opnamen, zowel voor anderen als voor zijn eigen soloalbums.
In 1980 onderging Martino een operatie aan een bijna fataal aneurysma in zijn hersenen. Deze operatie had totale amnesie als gevolg. Zonder enig geheugen wat betreft zijn muzikale geschiedenis leerde Martino opnieuw gitaarspelen met behulp van vrienden, computers en het luisteren naar zijn eigen oude opnamen. Dit resulteerde in een nieuw album, uitgebracht in 1987 onder de titel The Return.
Zijn recentste album dateert uit 2006. Remember is een ode aan Wes Montgomery, die tot zijn belangrijkste inspiratiebronnen behoort.
Sinds 2007 toerde Martino weer over de hele wereld.
Hij overleed op 1 november 2021 op 77-jarige leeftijd na een lang ziekbed.

## Discografie
- Pat Martino (1966)
- El Hombre (1967)
- Strings! (1967)
- East! (1968)
- Baiyina (The Clear Evidence) (1968)
- Desperado (1970)
- Footprints (1972)
- The Visit (1972)
- Live! (1972)
- Head & Heart: Consciousness/Live (1972)
- Essence (1973)
- Consciousness (1974)
- Starbright (1976)
- Joyous Lake (1976)
- Exit (1977)
- The Return (1987)
- The Maker (1994)
- Interchange (1994)
- Night Wings (1996)
- Cream (1997)
- All Sides Now (1997)
- Stone Blue (1998)
- Fire Dance (1998)
- Comin' and Goin': Exit & the Return (1999)
- First Light (1999)
- Impressions (1999)
- Givin' Away the Store, Vol. 3 (2000)
- The Philadelphia Experiment (2001)
- Live at Yoshi's (2001)
- Think Tank (2003)
- Timeless Pat Martino (2003)
- Starbright/Joyous Lake (2006)
- Remember: A Tribute to Wes Montgomery (2006)